# Order św. Baranka Bożego
Order św. Baranka Bożego (fiń. Pyhän karitsan ritarikunta) – odznaczenie cywilne, nadawane od roku 1935 za zasługi dla Kościoła Prawosławnego Finlandii.

## Historia
Order został ustanowiony 20 czerwca 1935 przez synod Kościoła Prawosławnego Finlandii jako nagroda za zasługi wobec Kościoła i może być nadawany niezależnie od wyznania i narodowości. Wielkim mistrzem orderu jest arcybiskup prawosławny w Republice Finlandii. 
Uznany za odznaczenie półoficjalne przez państwo fińskie (dozwolone jest noszenie z odznaczeniami oficjalnymi), order ten posiada podział na pięć klas według znanego schematu Legii Honorowej:
- Krzyż Wielki,
- Krzyż Komandorski I Klasy,
- Krzyż Komandorski II Klasy,
- Krzyż Kawalerski I Klasy,
- Krzyż Kawalerski II Klasy,

dodatkowo:
- Medal Złoty,
- Medal Srebrny.

## Insygnia
Insygnia orderu to odznaka oraz gwiazda dla Krzyża Wielkiego i Krzyża Komandorskiego I Klasy. Odznaką jest emaliowany na niebiesko krzyż grecki, z podobizną kroczącego na prawo Agnus Dei, Świętego Baranka Bożego, w medalionie awersu w białym polu. Rewers odznaki jest gładki, nieemaliowany. Między ramionami krzyża umieszczone są głowy serafinów.
Gwiazda Krzyża Wielkiego jest ośmiopromienna, ze złotymi  głowami serafinów jako promieniami, i nosi na sobie odznakę orderu, z wizerunkiem Baranka Bożego otoczonym napisem "KIRKON HYVÄKSI" ("DLA DOBRA KOŚCIOŁA") na czarnym tle. Głowy serafinów na gwieździe Krzyża Komandorskiego I Klasy są srebrne. Posiadacz Krzyża Kawalerskiego I Klasy otrzymuje złotą odznakę tej samej wielkości co Krzyż Komandorski, ale nosi ją na wstążce piersi; posiadacz Krzyża Kawalerskiego II Klasy ma nieco mniejszy srebrny krzyż noszony również na wstążce na piersi. 
Order noszony jest na błękitnej wstędze z obustronnymi białymi bordiurami.